# لي باكا
لي باكا (بالإنجليزية: Lee Baca)‏ هو شريف أمريكي، ولد في 27 مايو 1942 في إيست لوس أنجيلس في الولايات المتحدة.